# Retrojet

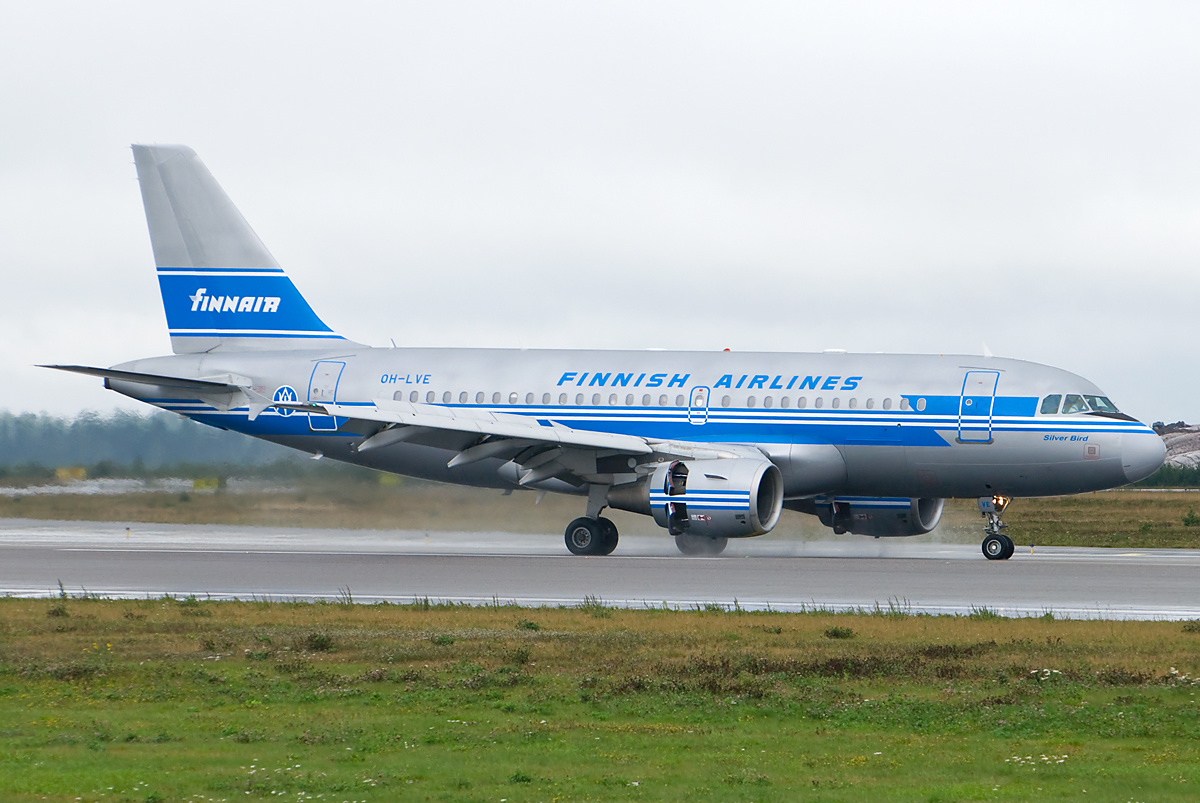
Finnair Airbus A319

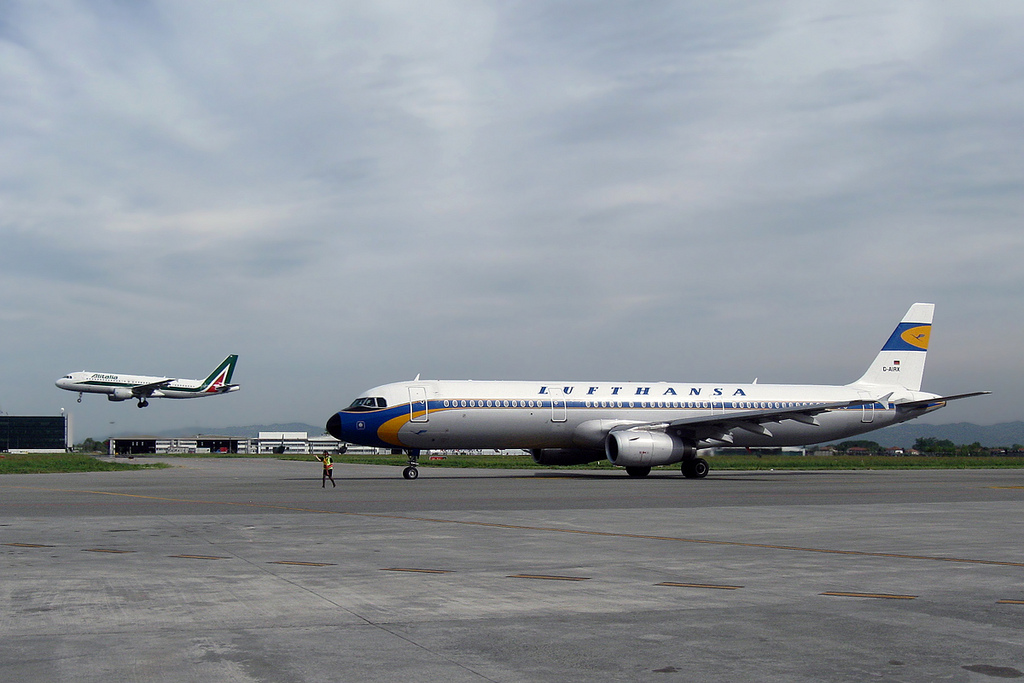
Lufthansa A321 D-AIRX

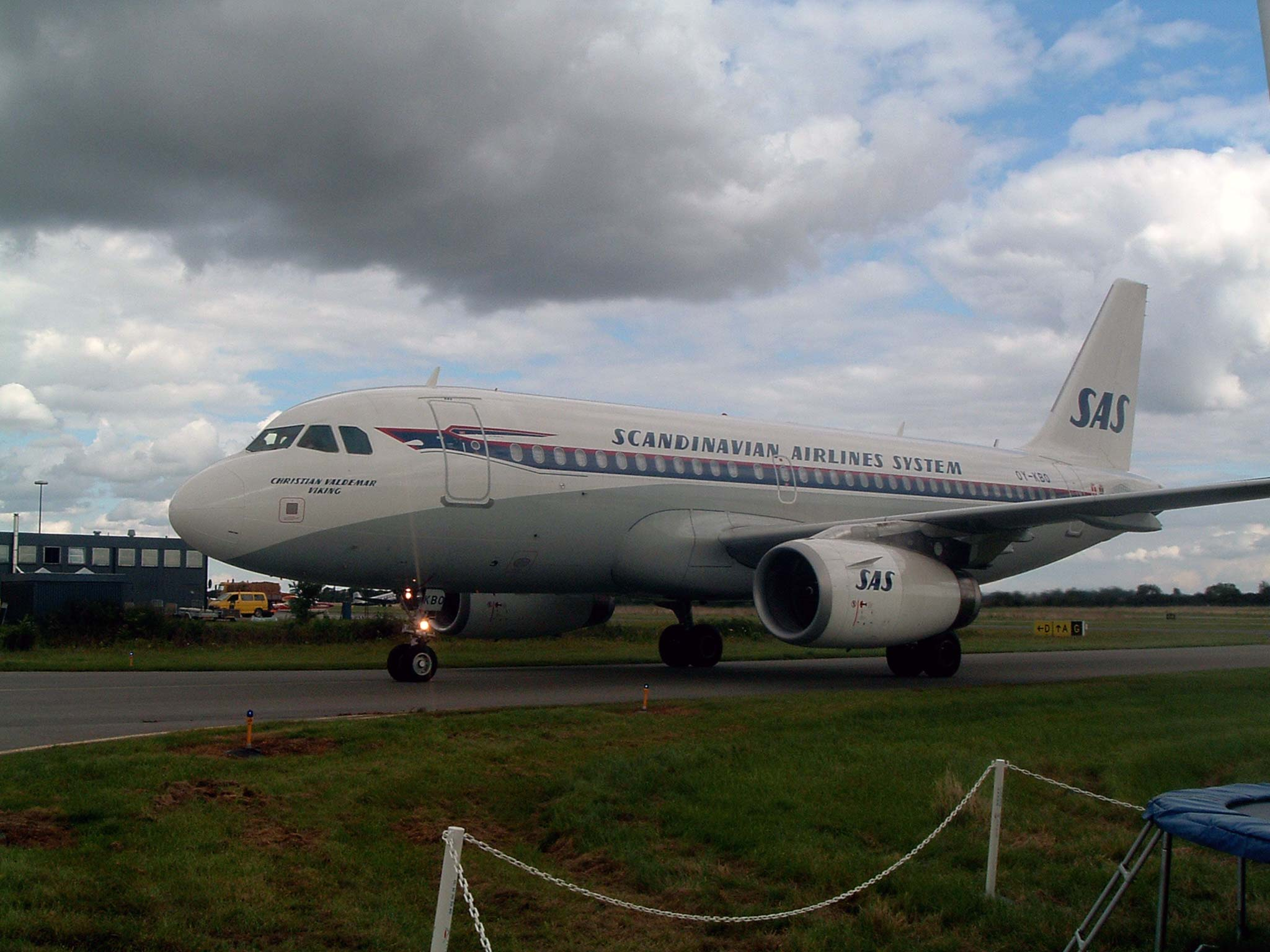
SAS A319 OY-KBO

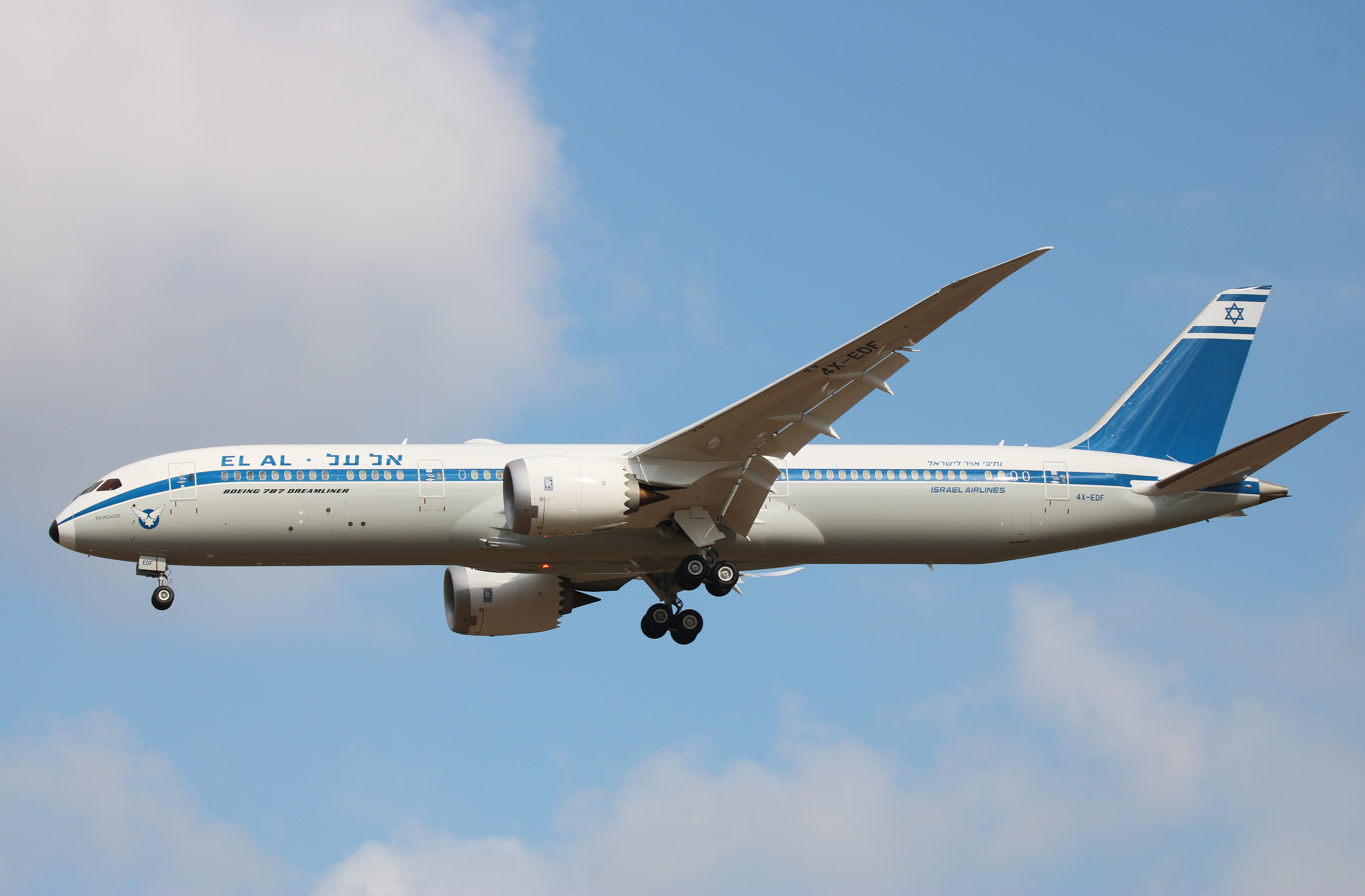
El Al Boeing 787-9 Dreamliner 4X-EDF

Retrojet är när flygbolag målar sina flygplan i bolagens traditionella färger istället för de aktuella. Detta är väldigt populärt bland flygbolag att göra, till exempel har American Airlines, SAS, Lufthansa och British Airways retrojets i sina flygflottor.